# Palácio Guanabara
O Palácio Guanabara (anteriormente conhecido como Paço Isabel) localiza-se na Rua Pinheiro Machado (antiga Rua Guanabara), no bairro de Laranjeiras, na zona sul do município do Rio de Janeiro, capital do estado homônimo. É a sede oficial do governo do Rio de Janeiro. O Palácio Guanabara não deve ser confundido com o Palácio das Laranjeiras, situado no mesmo bairro (na Rua Paulo Cesar Andrade, 407), que é a residência oficial do governador do Rio de Janeiro.

## Histórico

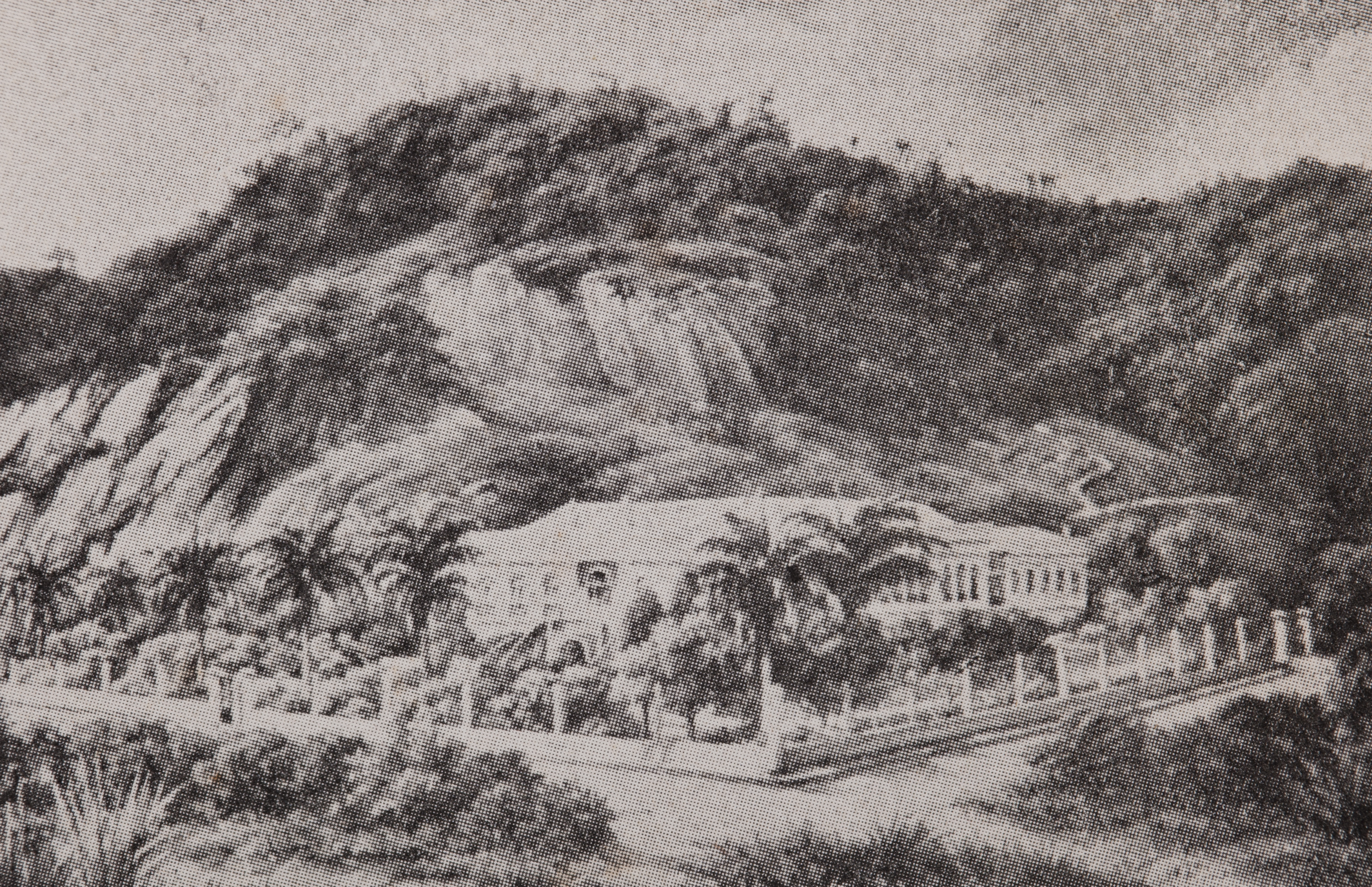
Palácio Isabel em 1870.

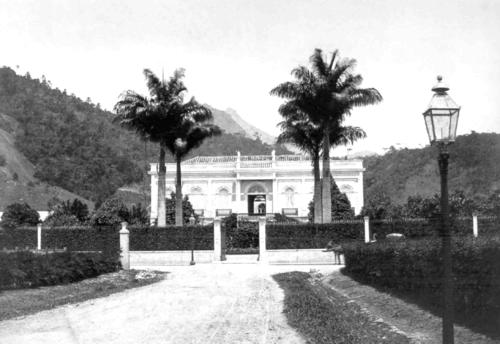
Palácio Isabel 1865

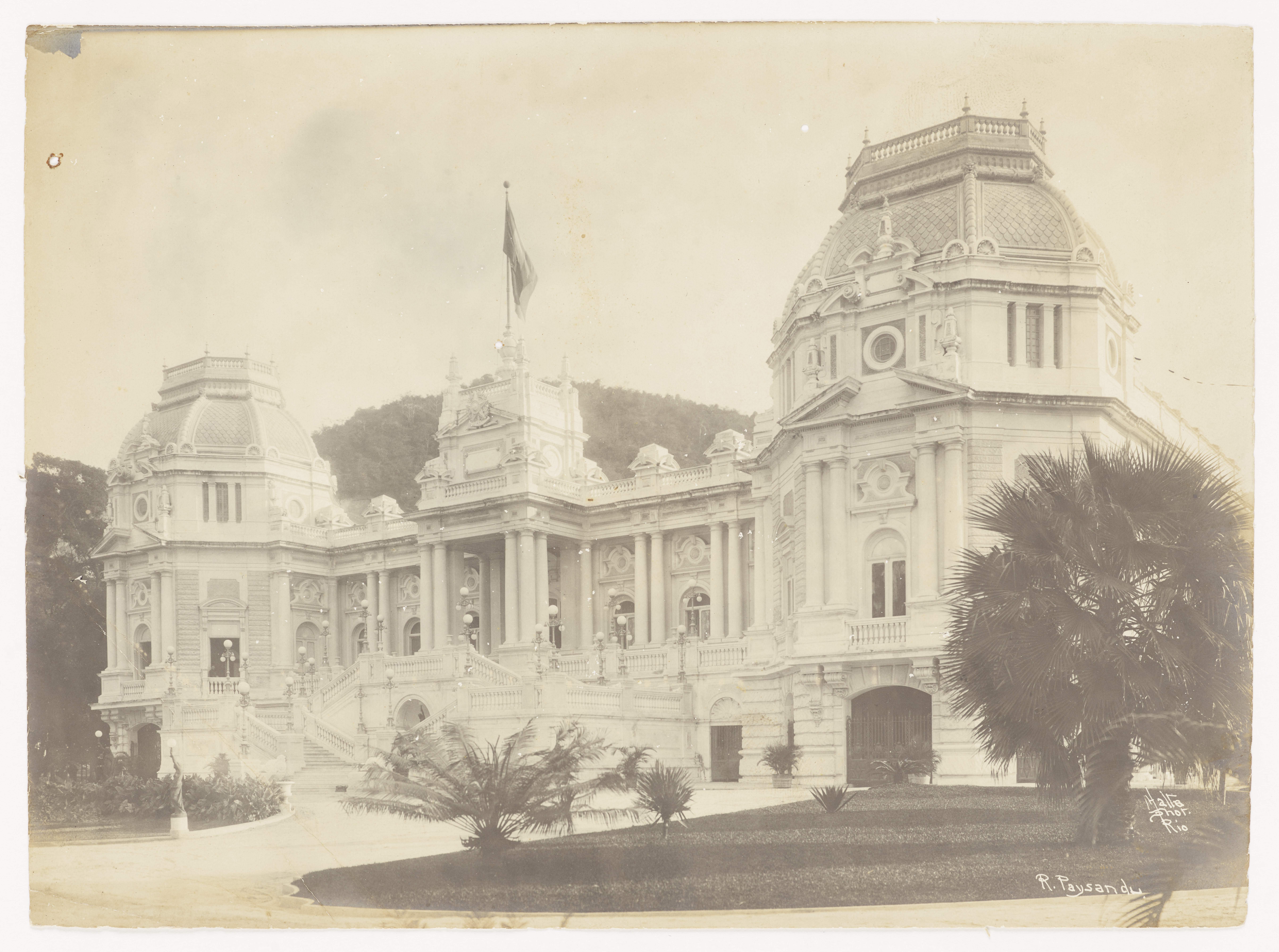
Palácio Guanabara, 1913

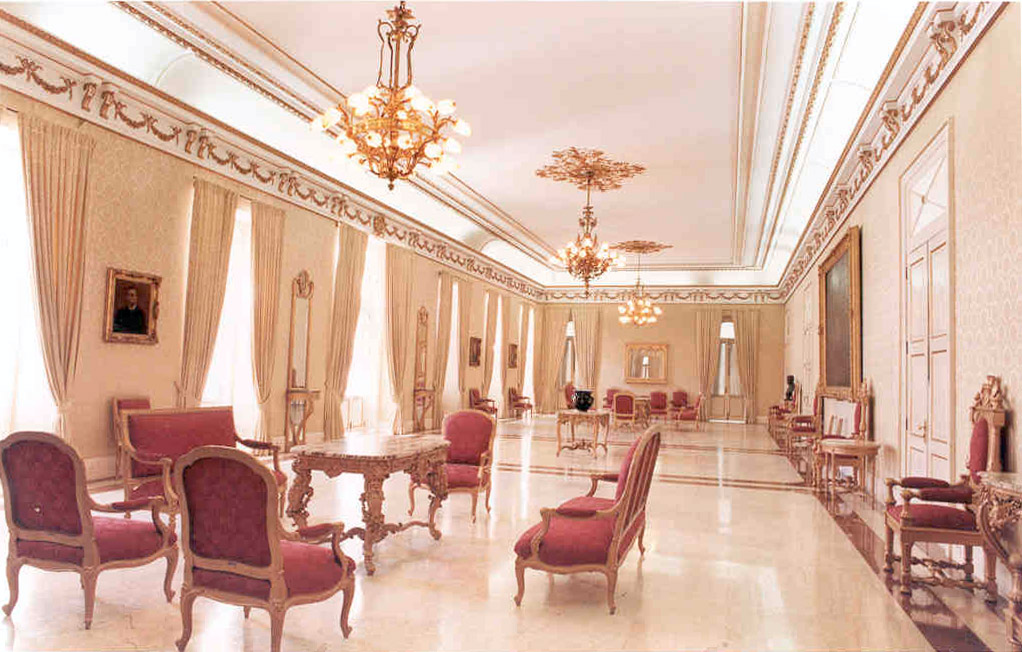
Interior do Palácio Guanabara

Originalmente de características neoclássicas, sua construção iniciada pelo português José Machado Coelho em 1853, tendo sido utilizado como residência particular até a década de 1860. Comprado pela família imperial brasileira e então reformado pelo arquiteto José Maria Jacinto Rebelo, em 1865 tornou-se a residência da Princesa Isabel e de seu esposo, o Conde d'Eu, sendo então conhecido como Paço Isabel. Na época, o acesso ao Palácio era feito pela Rua Paissandu, que, por essa razão, foi ornada com uma centena de palmeiras-imperiais (Roystonea oleracea). 
O imóvel pertenceu aos príncipes até à proclamação da República, em 1889, quando foi confiscado pelo governo militar e transferido ao patrimônio da União, mediante decreto de 1891. A família imperial tentou recuperar a posse da edificação por 125 anos, no que foi um dos processos judiciais mais longos do país, até perder a ação em 2020, quando o Supremo Tribunal Federal decidiu que o palácio pertencia à União e não à família imperial, que nunca recebeu uma indenização pela desapropriação. Em dezembro de 2018, a justiça do Rio de Janeiro decidiu que o palácio Guanabara não pertence à família imperial do Brasil e nenhuma indenização cabe à família pela ocupação do palácio pelo governo republicano.
Em 1908, uma nova reforma, conduzida por Francisco Marcelino de Souza Aguiar, deu à fachada do palácio características ecléticas. O prédio anexo, com seis pavimentos, onde funcionam o gabinete do vice-governador, as subsecretarias da Casa Civil e de Governo, só seria inaugurado em 1968.

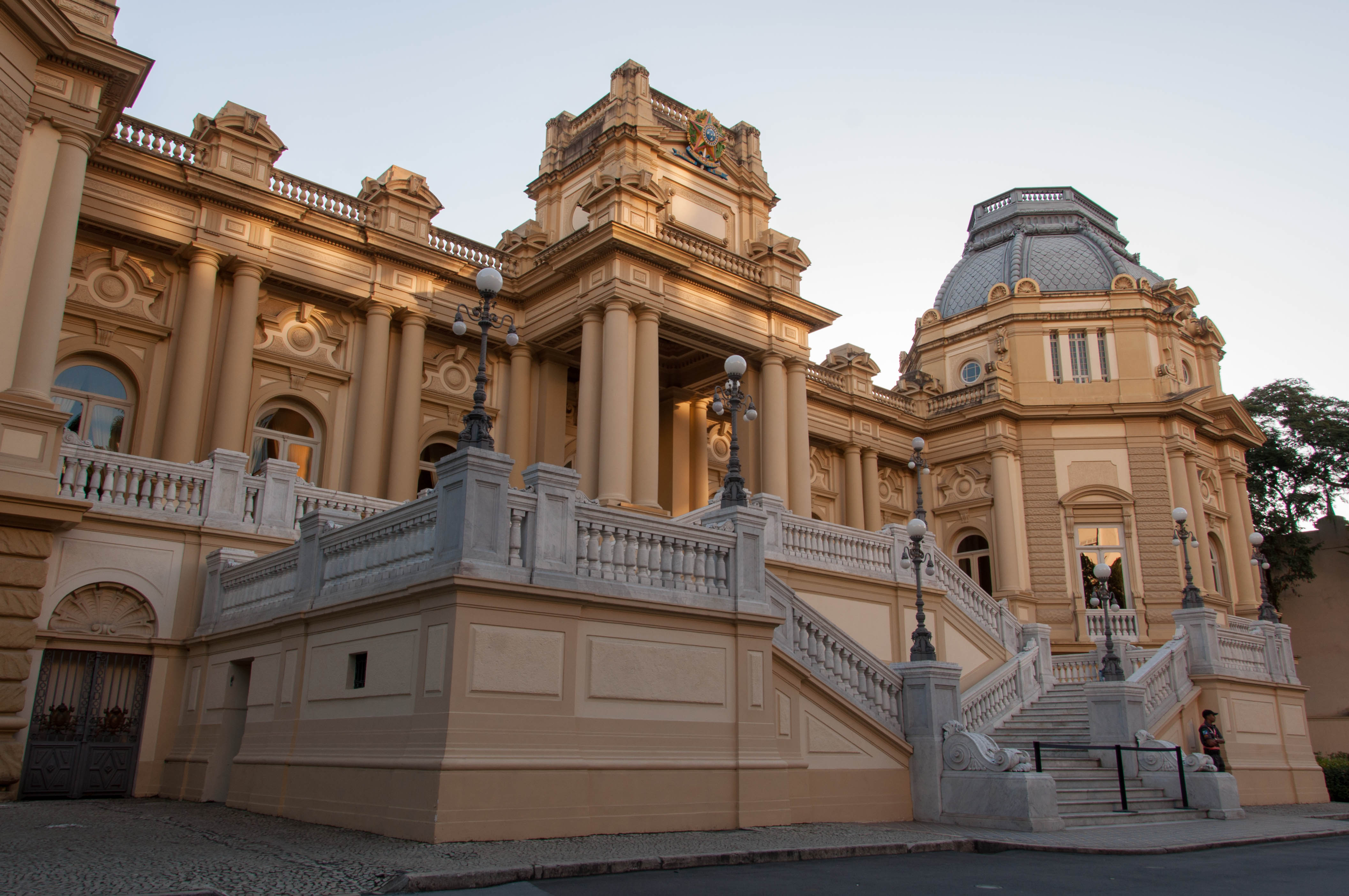
Fachada do Palácio em arquitetura eclética.

O palácio foi utilizado pelo presidente Getúlio Vargas como residência oficial durante o Estado Novo (1937-1945). Foi atacado durante o putsch da Ação Integralista Brasileira em 1938, repelido pela Polícia Especial (da Polícia Civil do Rio de Janeiro), reação reforçada, posteriormente, pelo Exército.

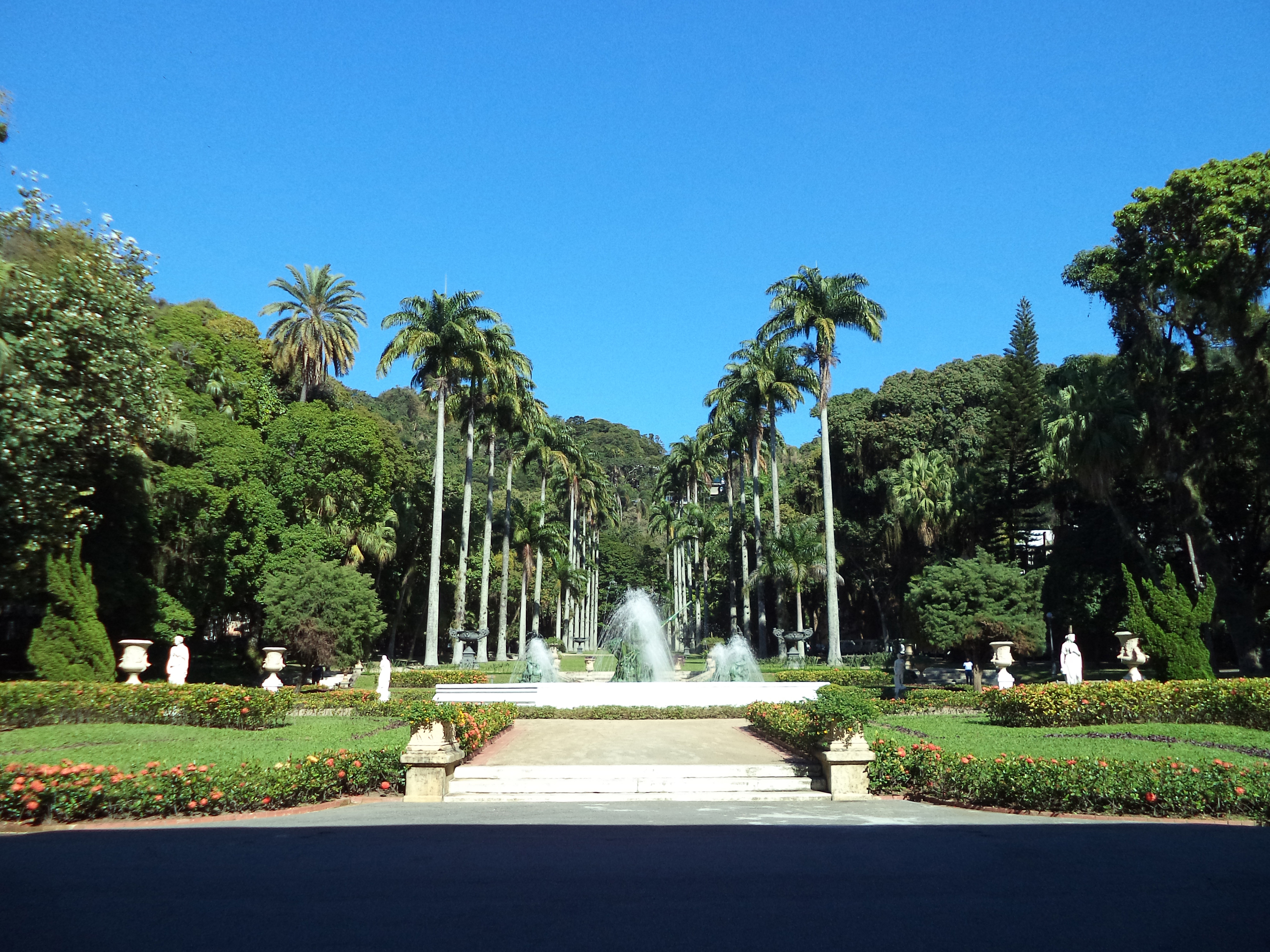
Jardim simétrico do Palácio Guanabara

Em 1946, o Palácio Guanabara passa a sediar a Prefeitura do Distrito Federal, deixando de ser a residência oficial da presidência, que retorna ao Palácio do Catete e, mais tarde, no governo Kubitschek, é transferida para o Palácio Laranjeiras, a dois quarteirões de distância. Em 1960, quando a cidade do Rio de Janeiro deixa de ser a capital federal, o território do antigo Distrito Federal se tornou o estado da Guanabara, nesse momento, o Palácio passa a ser a sede do Governo do Estado da Guanabara. – função que manteria após a fusão do Estado da Guanabara com o Estado do Rio de Janeiro, em 1975, durante o governo do presidente Ernesto Geisel. Na mesma época, o Palácio Guanabara é doado pela União ao Estado do Rio de Janeiro, e o Palácio do Ingá, em Niterói, deixa de sediar o governo fluminense.

## Processo da Família Imperial contra a União
Comprado pela família imperial brasileira, o imóvel pertenceu à princesa Isabel até a proclamação da República, em 1889, quando foi confiscado pelo governo militar e transferido ao patrimônio da União. Em dezembro daquele ano, o decreto 78-A baniu formalmente a família imperial e obrigou o imperador a liquidar seus bens em território brasileiro no prazo de dois anos. Um novo decreto do então governo provisório, em 1890, determinou que os bens da família imperial fossem incorporados à União.
Um terceiro decreto no ano seguinte, já sob a Constituição Republicana de fevereiro de 1891, determinou novamente a transferência da posse do palácio à União, mas uma decisão judicial da época em favor do representante legal da família imperial no Brasil travou a execução da ordem do presidente Deodoro da Fonseca. O argumento básico foi de que, por mais que a Família Imperial tivesse perdido seus direitos e privilégios políticos, a revolução política de 1889, consolidada com a Constituição de 1891, não afetou os direitos privados de propriedade da antiga dinastia. Assim, até 1894 a posse da Família Imperial sobre o palácio não fora turbada.
Em 1894, o palácio foi confiscado por forças militares e incorporado aos bens da União. No ano seguinte, a Princesa Isabel e o Conde D'Eu entram na Justiça pela posse do local. No processo, os sucessores da Princesa Isabel pediram a restituição do Palácio da Guanabara e o reconhecimento da posse do imóvel, de forma que o palácio seja considerado integrante do espólio da Família Real.
Em 1955, os oito netos da princesa Isabel entraram com uma nova ação, desta vez reivindicatória — o que fez esta diferir da primeira, já que a original era uma ação possessória.
Em 1967, o primeiro caso foi considerado prescrito pela Justiça brasileira, mas a família herdeira recorreu da decisão.
Em 1969, os dois processos se encontram no antigo Tribunal Regional Federal do Rio de Janeiro. Passam a tramitar de mãos dadas pela intrincada malha dos tribunais. E isso fez com que se iniciasse uma nova discussão sobre se as ações estariam ou não prescritas. Nove anos mais tarde, o TFR foi extinto pela Constituição de 1988.
Em 6 de dezembro de 2018, entre decisões e recursos de uma ação que chegou ao Judiciário em 1895, trazida pela princesa Isabel, o STJ julgou o recurso de processo mais antigo em tramitação no país. Na decisão, o STJ entendeu que o Palácio Guanabara é da União, e não da família imperial. O processo foi encerrado em 28 de agosto de 2020, após 125 anos, dando ganho à União.